# Engelitz (Hergatz)
Engelitz (westallgäuerisch: Engəlits) ist ein Gemeindeteil der Gemeinde Hergatz im bayerisch-schwäbischen Landkreis Lindau (Bodensee).

## Geographie
Das Dorf liegt circa drei Kilometer nordöstlich des Hauptorts Hergatz und es ist Teil der Region Westallgäu.

## Ortsname
Der Ortsname leitet sich vermutlich von den Personennamen Engelin oder Engelhardt ab.

## Geschichte
Engelitz wurde urkundlich erstmals im Jahr 1382 als Enggelis erwähnt. Einige Quellen gehen davon aus, dass Engelitz als eine slawische Zwangssiedlung im 10. Jahrhundert entstand. Im Jahr 1617 wurden 16 Häuser in Engelitz gezählt und im Jahr 1818 13 Wohngebäude. Um das Jahr 1700 wurde eine Wegkapelle am Ortsausgang Richtung Handwerks erbaut. Im Jahr 1978 wurde sie wegen Baufälligkeit abgerissen und ein Eisenkreuz aufgestellt. In den Jahren 1983–1984 wurde die Wendelinskapelle im Ort erbaut. Seit 1985 findet alljährlich der Reiterumzug Wendelinsritt zur Kapelle statt.